# ديومانسي كامارا

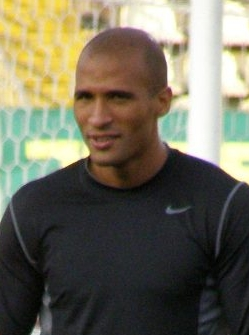
ديومانسي كامارا

ديومانسي مهدي كامارا (بالفرنسية: Diomansy Kamara)‏، من مواليد 8 نوفمبر 1980 في باريس في فرنسا، لاعب كرة قدم سنغالي.
بدأ مسيرته الكروية مع نادي رد ستار في موسم 1998/1999، ولعب معهم 4 مباريات، وفي عام 1999 انتقل إلى نادي كاتانزارو، ولعب معهم حتى عام 2001، وشارك معهم في 34 مباراة وسجل 9 أهداف، وفي عام 2001 انتقل إلى نادي مودينا الإيطالي، ولعب معهم حتى عام 2005، وشارك معهم في 81 مباراة وسجل 14 هدف، وفي موسم 2004/2005 انتقل إلى نادي بورتسموث الإنجليزي، ولعب معهم 25 مباراة وسجل 4 أهداف، وفي عام 2005 انتقل إلى نادي وست برومتش ألبيون الإنجليزي، ولعب معهم حتى عام 2007، وشارك معهم في 60 مباراة وسجل 21 هدف، ومنذ عام 2007 وهو يلعب مع نادي فولهام الإنجليزي.
و قد بدأ باللعب مع منتخب السنغال لكرة القدم في عام 2003.

## مسيرته الكروية
لعب ديومانسي كامارا خلال مسيرته الاحترافية مع 10 أندية في عشرون موسمًا وسجل خلالها 99 هدفًا ضمن 398 مباراة. ولم يفز بأي موسم بالكأس أو بالدوري.
خاض ديومانسي كامارا مسيرته مع نادي النجم الأحمر سانت أوين في موسم 1998–99 لمدة موسم واحد، مشاركًا في 4 مباريات ولم يسجل أي هدف. ثم انتقل إلى نادي كاتانزارو في موسم 1999–00 في المرة الأولى ولمدة موسمين ثم في موسم 2014–15 لمدة موسم واحد، حيث شارك طوالها في 46 مباراة سجل خلالها 13 هدفًا. لينتقل بعدها إلى نادي مودينا في موسم 2001–02 واستمر معه طيلة ثلاثة مواسم، مشاركًا في 82 مباراة سجل خلالها 14 هدفًا. ثم انتقل إلى نادي بورتسموث في موسم 2004–05 لمدة موسم واحد، مشاركًا في 25 مباراة سجل خلالها 4 أهداف. هذا وانتقل لاحقًا إلى نادي وست بروميتش ألبيون في موسم 2005–06 ولمدة موسمين، مشاركًا في 60 مباراة سجل خلالها 21 هدفًا. ثم انتقل بعدها إلى نادي فولهام في موسم 2007–08 ليلعب معه أربعة مواسم، مشاركًا في 58 مباراة سجل خلالها 12 هدفًا. ليعود وينتقل من جديد، لكن هذه المرة إلى نادي سلتيك في موسم 2009–10 لمدة موسم واحد، مشاركًا في 9 مباريات سجل خلالها هدفين. لينتقل بعدها إلى نادي ليستر سيتي في موسم 2010–11 لمدة موسم واحد، مشاركًا في 7 مباريات سجل خلالها هدفين أيضًا. ثم لعب في نادي إسكيشهرسبور في موسم 2011–12 واستمر معه طيلة ثلاثة مواسم، مشاركًا في 95 مباراة سجل خلالها 28 هدفًا. ليعود ويرتحل عنه إلى نورث إيست يونايتد ما بين عامي 2015 و2016 لمدة موسم واحد، مشاركًا في 12 مباراة سجل خلالها 3 أهداف.

## روابط خارجية
- ديومانسي كامارا على موقع اتحاد تركيا (لاعب) (الإنجليزية)
- ديومانسي كامارا على موقع قاعدة بيانات كرة القدم.إي يو (الإنجليزية)
- ديومانسي كامارا على موقع ليكيب (الفرنسية)
- ديومانسي كامارا على موقع ناشيونال فوتبول تيمز (الإنجليزية)
- ديومانسي كامارا على موقع Soccerbase.com (لاعب) (الإنجليزية)
- ديومانسي كامارا على موقع Soccerway.com (الإنجليزية)
- ديومانسي كامارا على موقع عالم كرة القدم.نت (الإنجليزية)
- ديومانسي كامارا على موقع كووورة